# Gelasinospora terricola
Gelasinospora terricola är en svampart som beskrevs av Guarro. Gelasinospora terricola ingår i släktet Gelasinospora och familjen Sordariaceae.   Inga underarter finns listade i Catalogue of Life.